# Глоттифиллум
Глоттифиллум (лат. Glottiphyllum) — род суккулентных растений семейства Аизовые (Aizoaceae), произрастающий на территории Капской провинции ЮАР.

## Название
Родовое латинское научное название Glottiphyllum происходит от греческих слов glossa, glotta, — «язык», и phyllon, — «лист», в связи с характерной формой листьев некоторых видов.

## Ботаническое описание

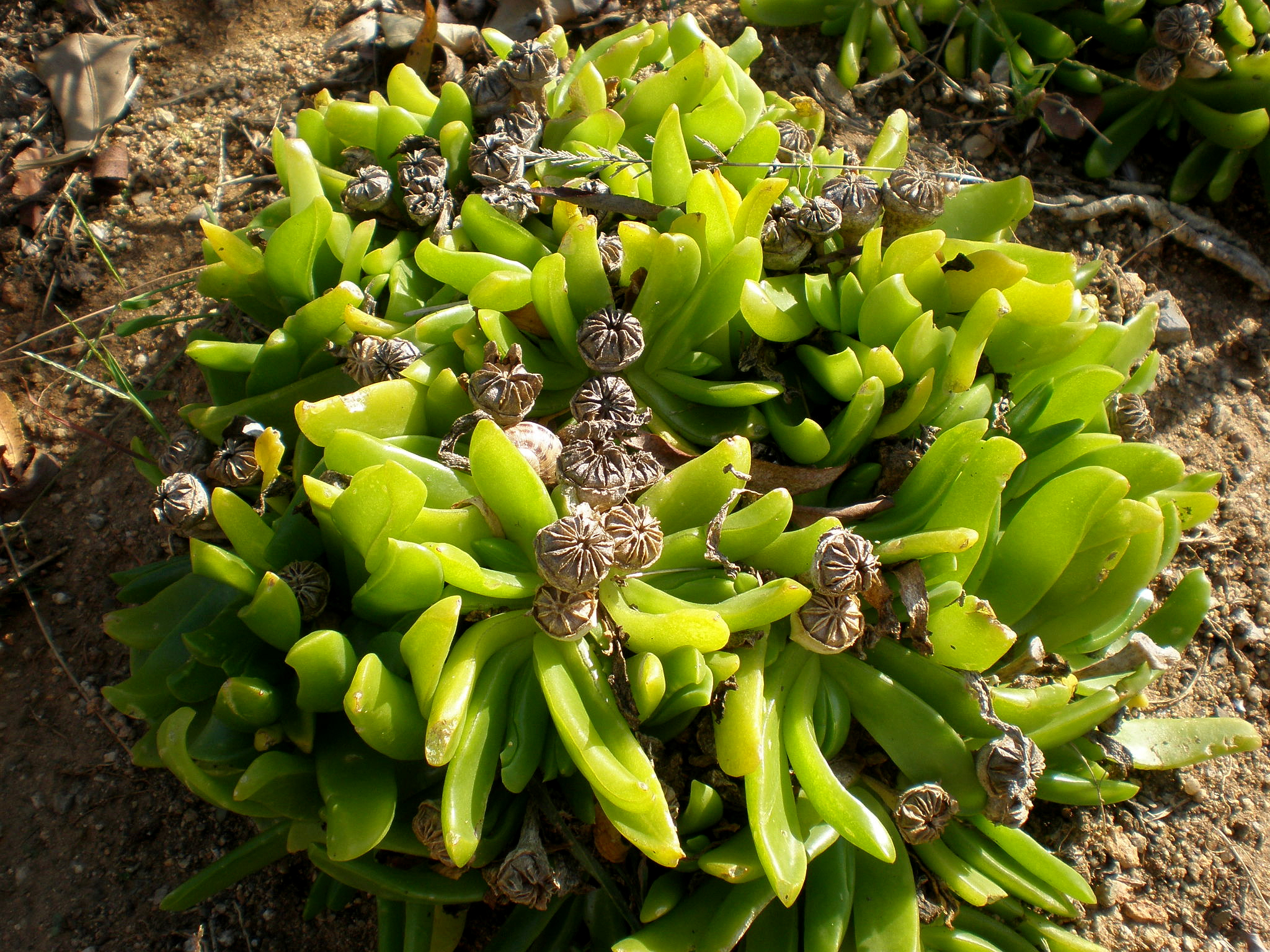
Glottiphyllum longum

Представители рода — компактные миниатюрные многолетники с маловетвистыми короткими ветвями, которые часто прижаты к земле. Иногда они редко опушены и в большей части скрывают междоузлия. Листья, расположенные парами по 4 и более на стебле, имеют очень мясистую структуру и могут быть языковидными или линейно-ланцетными, зачастую с изгибами.
Цветки одиночные, пазушные, двудольные, расположены либо сидячие, либо на коротких цветоножках, и их диаметр может достигать примерно 70 мм. Они раскрываются утром и остаются открытыми весь день. В цветках имеется 4 чашелистика. Лепестки могут быть свободными или слегка сросшимися у основания, они имеют линейно-клиновидную форму и часто окрашены ярко-желтым цветом, иногда бывают белыми. Нектарник отсутствует. Завязь частично нижняя, сверху выпуклая или плоская; рыльца в количестве от 5 до 14. Плод представляет собой 5–14-гнездную коробочку, внешне напоминающую плоды растений рода Leipoldtia. Семена относительно большие.
Количество хромосом — 9.

## Таксономия
Glottiphyllum Haw. ex N.E.Br., первое упоминание в Gard. Chron., ser. 3, 70: 311. 1921. Род входит в подсемейство Ruschioideae.

### Синонимы[5]
- Vossia Adans.

### Виды
Согласно данным сайта «Список растений Мировой флоры онлайн» на июнь 2023 года, род состоит из 16 видов:
- Glottiphyllum carnosum N.E.Br.
- Glottiphyllum cruciatum (Haw.) N.E.Br.
- Glottiphyllum depressum (Haw.) N.E.Br. — Глоттифиллум сплюснутый
- Glottiphyllum difforme (L.) N.E.Br. — Глоттифиллум разнородный
- Glottiphyllum fergusoniae L.Bolus
- Glottiphyllum grandiflorum (Haw.) N.E.Br.
- Glottiphyllum linguiforme (L.) N.E.Br. typus — Глоттифиллум языковидный
- Glottiphyllum longum (Haw.) N.E.Br. — Глоттифиллум длинный
- Glottiphyllum neilii N.E.Br.
- Glottiphyllum nelii Schwantes
- Glottiphyllum oligocarpum L.Bolus
- Glottiphyllum peersii L.Bolus
- Glottiphyllum regium N.E.Br.
- Glottiphyllum salmii (Haw.) N.E.Br.
- Glottiphyllum suave N.E.Br.
- Glottiphyllum surrectum (Haw.) L.Bolus

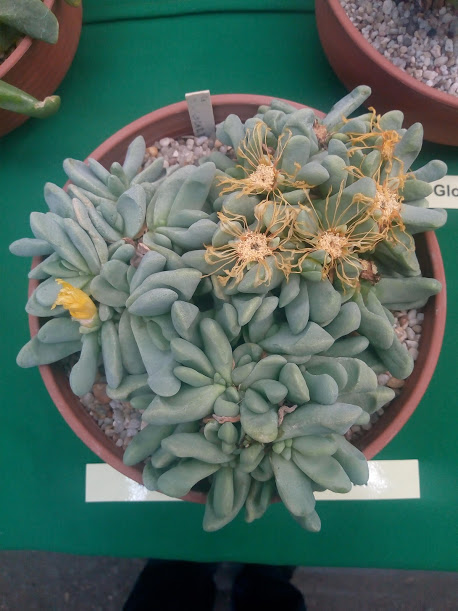
Glottiphyllum oligocarpum
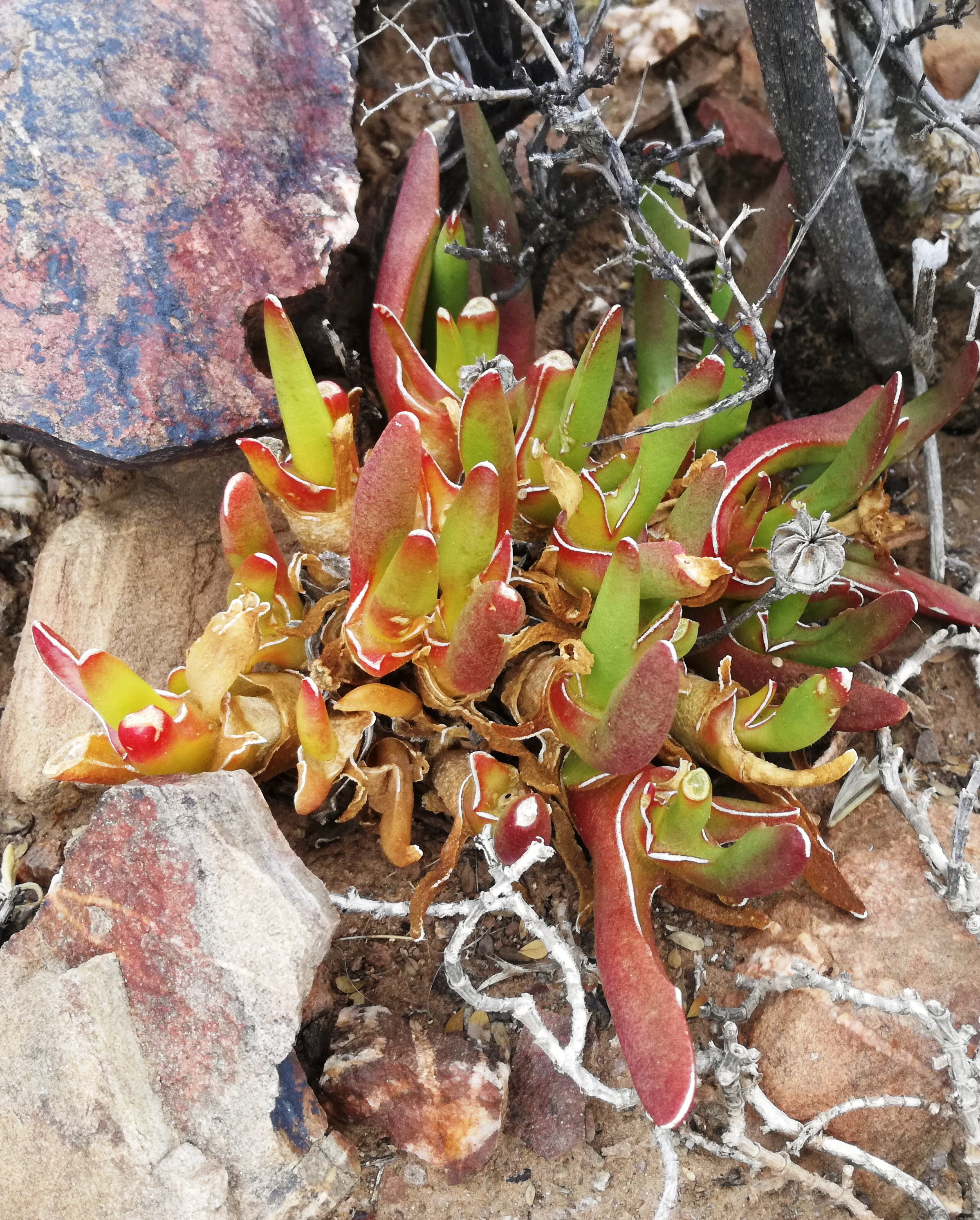
Glottiphyllum peersii
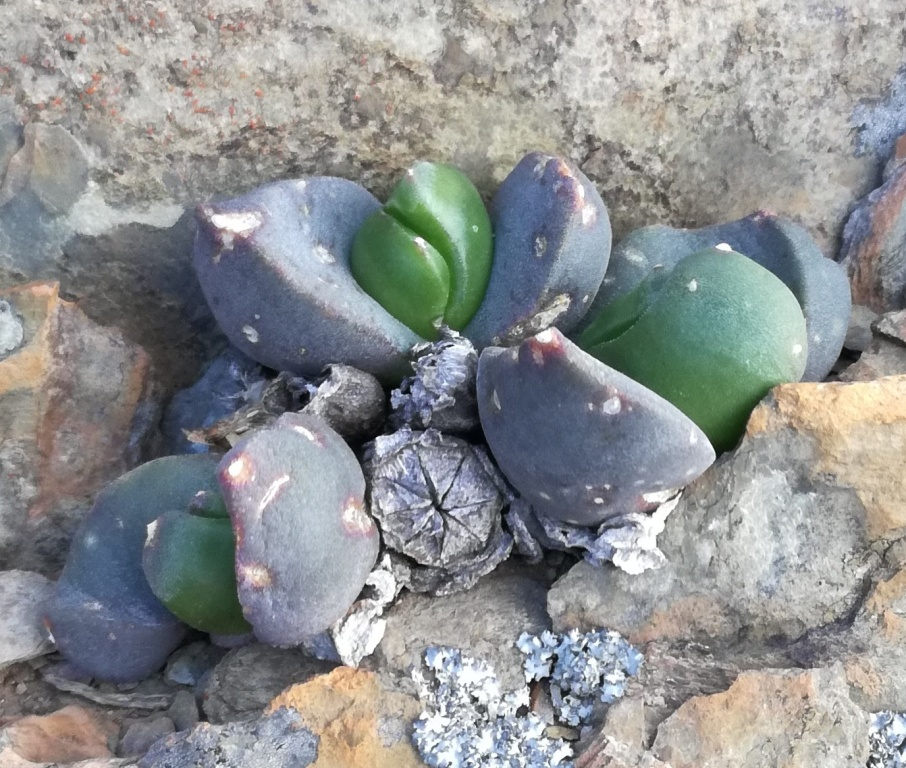
Glottiphyllum suave